# Аушигерская ГЭС
Аушиге́рская ГЭС (Черекская ГЭС-1) — гидроэлектростанция на реке Черек, у с. Зарагиж Черекского района Кабардино-Балкарии. Входит в Нижне-Черекский каскад ГЭС, работая в едином комплексе с вышерасположенной Кашхатау ГЭС и нижележащими Зарагижской ГЭС и Черекской МГЭС. Вторая по мощности электростанция Кабардино-Балкарии, одна из первых гидроэлектростанций, строительство которых было начато в России в постсоветское время. Аушигерская ГЭС эксплуатируется ПАО «РусГидро», входя в состав  Кабардино-Балкарского филиала компании.

## Конструкция станции
Аушигерская ГЭС является высоконапорной деривационной гидроэлектростанций. Деривация подводящая безнапорная, на большей части своей протяжённости выполнена в виде железобетонного лотка. В обычном эксплуатационном режиме вода в деривацию подается из отводящего канала Кашхатау ГЭС, в случае остановки Кашхатау ГЭС используется резервный головной узел на реке Черек. Установленная мощность электростанции — 60 МВт, фактическая среднегодовая выработка электроэнергии — 240,5 млн кВт·ч.
Сооружения гидроузла разделяются на резервный головной узел, деривацию и напорно-станционный узел.  Резервный головной узел расположен на реке Черек, постоянно использовался в 2002—2010 годах (до ввода в эксплуатацию Кашхатау ГЭС), в дальнейшем используется как резервный водозабор на случай остановки Кашхатау ГЭС. Включает в себя следующие сооружения:
- глухая бетонная плотина длиной 72,6 м и максимальной высотой 14,2 м;
- бетонная водосливная 8-пролётная переливная плотина длиной 51,4 м с отметкой порога 634,2 м;
- водосброс, совмещенный с шугорыбосбросом, располагается в едином блоке длиной 30 м, в котором расположены два пролета водосброса и один шугорыбосброса, каждый шириной 4 м. Пролеты оборудованы сегментными затворами. Максимальная пропускная способность при НПУ — 252 м³/с;
- водозаборное сооружение деривации;
- рыбоход.

Сооружения резервного головного узла образуют небольшое водохранилище. Площадь водохранилища составляет 0,36 км², полная ёмкость 1,4 млн м³, полезная ёмкость 0,9 млн м³. Отметка нормального подпорного уровня (НПУ) водохранилища составляет 634,2 м.
Деривация пропускной способностью 80 м³/с состоит из облицованного железобетоном канала трапецеидального сечения длиной 675 м и железобетонного лотка прямоугольного сечения 6,9×5,2 м, длиной 6185 м. Деривация сопрягается как с резервным головным узлом, так и с отводящим каналом Кашхатау ГЭС.
Сооружения напорно-станционного узла включают в себя:
- напорный бассейн площадью 4,5 га, протяжённостью 180 м и шириной 80 м, с отметкой НПУ 629,12 м. Напорный бассейн оборудован автоматическим аварийным водосбросом и грязеспуском;
- водоприёмник с двумя водозаборными отверстиями, оборудованными аварийно-ремонтными затворами;
- металлический напорный трубопровод диаметром 4,4 м и длиной 615 м. В концевой части трубопровод разделяется на три турбинных водовода;
- здание ГЭС;
- отводящий канал длиной 2,26 км.

В здании ГЭС установлено 3 вертикальных гидроагрегата мощностью по 20 МВт, с радиально-осевыми турбинами РО 115/872ж-В-170, работающими при расчётном напоре 91 м. Перед турбинами расположены дисковые затворы. Турбины приводят в действие гидрогенераторы СВ 375/120-14УХЛ4. Производитель гидротурбин — Ленинградский металлический завод, генераторов — завод «Электросила». В энергосистему электроэнергия выдаётся с генераторов через три трёхфазных трансформатора ТРДН-25000/110-У1 мощностью по 25 МВА через открытое распределительное устройство (ОРУ-110 кВ) по следующим линиям электропередачи напряжением 110 кВ:
- Аушигерская ГЭС — ПС ПТФ (Л-189);
- Аушигерская ГЭС — ПС ТМХ-1 (Л-192), с отпайкой на ПС Аушигер (Л-192);
- Аушигерская ГЭС — Кашхатау ГЭС (Л-193).

## История строительства и эксплуатации
Проектирование Нижне-Черекского каскада ГЭС в составе Советской (Кашхатау) и Аушигерской ГЭС было начато в 1980-х годах институтом «Еревангидропроект». Впоследствии технический проект станций был доработан институтом «Гидропроект», в результате чего мощность Аушигерской ГЭС была увеличена с 32 до 60 МВт. Строительство станций каскада было начато в 1993 году, его станции стали первыми российскими объектами гидроэнергетики, возведение которых было начато в постсоветской России. В связи с дефицитом финансирования строительные работы в 1990-х годах велись низкими темпам. Поскольку сооружение деривационного туннеля Советской ГЭС могло бы затянуть сроки пуска первых агрегатов, первоочередным объектом строительства принята вторая ступень каскада, Аушигерская ГЭС, что потребовало включения в состав её сооружений резервного головного узла. В 1999 году финансирование стройки было значительно увеличено, что позволило 25 декабря 2002 года ввести Аушигерскую ГЭС в эксплуатацию. При строительстве станции были проведены археологические работы, в ходе которых сотрудники Института археологии Кабардино-Балкарии исследовали Зарагижский некрополь (могильник) и обнаружили 1 700 артефактов полихромного стиля эпохи раннего Средневековья (первая половина III—VI вв.). Все найденные предметы переданы в Пушкинский музей.
После ввода в эксплуатацию станция была передана «Каббалкэнерго». 24 ноября 2005 года, в рамках реформы РАО «ЕЭС России» из состава ОАО «Каббалкэнерго» было выделено ОАО «Каскад Нижне-Черекских ГЭС», подконтрольное ОАО «ГидроОГК» (позднее переименованное в ОАО «РусГидро»), которому были переданы имущественные комплексы Аушигерской и Советской ГЭС. 1 июля 2008 года ОАО «Каскад Нижне-Черекских ГЭС» было присоединено к ОАО «РусГидро», а Аушигерская и Кашхатау ГЭС вошли в состав Кабардино-Балкарского филиала компании. Пуск Аушигерской ГЭС привёл к выводу из эксплуатации и демонтажу существующей малой Советской ГЭС мощностью 2 МВт в связи со снижением водотока реки Черек в створе водозаборных сооружений станции.
На момент завершения строительства Аушигерская ГЭС была крупнейшей электростанцией Кабардино-Балкарии и сохраняла этот статус до 2010 года, когда была введена в эксплуатацию верхняя ступень каскада, Кашхатау ГЭС. С 2016 года вода, отработавшая на турбинах Аушигерской ГЭС, подаётся в деривацию следующей ступени каскада, Зарагижской ГЭС. Проводится модернизация станции, включающая внедрение автоматизированной системы управления технологическим процессом (ведётся поэтапно с 2007 года), запланирована замена оборудования распределительного устройства и грузоподъёмных механизмов.